# チェリーズ
チェリーズは、かつてプライムワン（現・プライム）で活動していたお笑いコンビ。高野保彦と八木正幸の二人組。1989年に結成、1993年解散。なおコンビ解散時は「ちぇりぃず」と表記していた。

## メンバー
- 高野保彦（たかの やすひこ、1966年3月28日生まれ、血液型O型）- ボケ担当。大分県臼杵市出身。近畿大学卒業。熱狂的な巨人ファンであり、ツッコまれた時の「逆に言えばね」が口癖。
- 八木正幸（やぎ まさゆき、1966年6月12日生まれ、血液型A型）- ツッコミ担当。京都府乙訓郡長岡町（現・長岡京市）出身。東京農工大学中退。熱狂的な阪神ファンであり、笑いながらツッコむ「笑いツッコミ」が得意技。

## 来歴
- 1988年、脚本家の才賀明が主宰するタレント養成所「才賀企画」の同期生として出会う。俳優ただのいっこや脚本家さわだみきおも二人と同期生。才賀は大竹しのぶ、三宅裕司を育てたことで有名。
- 1989年、才賀が亡くなったのをきっかけに才賀企画に通うのをやめ、二人で数々のお笑いライブに出演するようになる。
- 1992年、当時コント山口君と竹田君が主宰していたプライムワンに所属する。コンビ名を「ちぇりぃず」に改名。
- 1993年、長くフリーで自由に活動していたため、事務所から漫才スタイルについて制約を受けることを嫌い解散。同時に芸能界から引退する。

## エピソード
- 結成当初はコントを中心としたネタが多かったが、2年目からは漫才に転向した。これはコントで使用する衣装を用意する金が無かったためという説がある。
- 八木はいつも笑いながらツッコむので、大川興業の大川豊から「笑いツッコミ」と命名されたが、大川以外からはあまり評価されていない。
- 八木は太田プロ所属のまじかるずの藤代達生と3年半ほど一緒に暮らしていた。
- 1992年の暮れに「ちぇりぃず」に改名したが、これは高野が野末陳平著の「姓名判断」を読んで運勢を異常に気にしたためである。しかし改名の甲斐なくコンビは翌1993年に解散した。
- 解散後は芸能界を引退していたが、八木は不定期でイベントの司会者として活動、2007年リビング藤山と「リビング70」を結成しお笑い活動を再開した。高野については現在は不明。

## 主な出演番組
- やる気マンマン日曜日
- 会議中ですよ！
- 平成名物TV　トンガリ編
- ラジオ・チャリティー・ミュージックソン
- モアモア爆笑新鮮組
- 演芸ひろば
- 天国に一番近い病院（八木のみ出演）